# Юнебель, Андре
Андре́ Юнебе́ль (фр. André Hunebelle, 1 сентября 1896 — 27 ноября 1985) (/ɑ̃.dʁe⋅ʔyn.bɛl/) — французский кинорежиссёр, автор приключенческого и комедийного кино (до 1948 года — продюсер). Он является одним из крупнейших режиссёров коммерческого и популярного кино 1950-х и 1960-х годов, символической фигурой французского фильма плаща и шпаги. Андре Юнебель остаётся сегодня одним из самых успешных французских режиссёров, фильмы которого в кинотеатрах Франции посмотрело почти 85 миллионов зрителей. Он работал со знаменитыми актёрами того времени: Жаном Маре, Андре Бурвилем, Луи де Фюнесом, во многом способствуя их известности как во Франции, так и за её пределами.

## Биография

### Происхождение
Андре Юнебель родился в пригороде Парижа в семье Эдуара Банжамена Юнебеля (фр. Édouard Benjamin Hunebelle) и Мари Терез Гарамбуа (фр. Marie Thérèse Garambois). Его предки по отцовской линии происходили из кожевников Эр-сюр-ла-Лиса, возвысившихся во второй половине XIX века, когда они приступают к строительству железных дорог, позже — административных зданий (ратуши Кламара и Довиля) и занимаются бизнесом. Его тётушки Габриель и Бланш вышли замуж за государственных деятелей Жоржа Кошри и Жоржа Паллена соответственно, а его двоюродная сестра Луиза — за доктора Фернана Ламаза. Его отец, инженер, становится владельцем фермы и мэром в Алжире, где Андре женится первый раз в 1919 году.

### Искусство стекла
Закончив Политехнический институт по совету отца-инженера, Андре Юнебель обращается к профессии декоратора, прежде чем перейти к дизайну, а затем, с 1927 года, — к производству изделий из стекла. Он занимается пять лет этим бизнесом, выпуская чрезвычайно разнообразные изделия: всевозможные виды посуды, предметы для декорирования и освещения и реализуя их в своём магазине на Елисейских полях в Париже, куда он переезжает в конце 20-х годов. Он становится известным и признанным мастером-стеклоделом и представляет созданные им произведения искусства из стекла на выставках, сопровождаемый неизменно доброжелательной критикой.

### Поворот к кино
С началом Второй мировой войны Андре Юнебель отказывается от торговли и уходит в свободную зону. Там в 1941 году, в возрасте 45 лет, он начинает свою карьеру в кино (его отец также проявлял интерес к этой области: в 1896 году им был зарегистрирован патент на проекционное устройство).
Юнебель создаёт свою продюсерскую компанию и под лейблом P.A.C. выпускает один за другим 6 фильмов: Feu sacré («Священный огонь», 1942) Мориса Клоша, Lé Inévitable Monsieur Dubois («Неизбежный месье Дюбуа», 1943) Пьера Бийона (фр. Pierre Billon), Florence est folle («Безумная Флоранс», 1944) Жоржа Лакомба, Rendez-vous à Paris («Встреча в Париже», 1945) и Leçon de conduite («Урок поведения», 1946) Жиля Гранжье и Carrefour du crime («Перекрёсток преступления», 1947) Жана Саша (фр. Jean Sacha).
В 1948 году страсть к седьмому искусству и поддержка Марселя Ашара, считающего его способным, побуждают Юнебеля встать за кинокамеру.
Андре Юнебель не имел какой-либо серьёзной режиссёрской подготовки и значительных знаний техники: во многом он полагался на своего главного оператора и своих сотрудников, сохраняющих ему верность, как например, его сын, сценарист Жан Ален (фр. Jean Halain) (который дебютирует в продукции P.A.C. 1945 года, «Урок поведения»), или Мишель Одьяр, который написал свой первый сценарий в 1949 году для «Миссии в Танжере». Вместе с тем Юнебель, обладая большим чувством эстетики, тщательно заботился о декорациях и об изобразительном решении своих фильмов в студии и в естественных условиях, и, вероятно, умел находить правильные слова, чтобы руководить своими актёрами.
В 1948 году он снимает свой первый полнометражный фильм, комедию Métier de Fou («Сумасшедшая работа»). Успешное начало (1,9 миллионов зрителей) даёт стимул продолжить работу, специализируясь на комедии, которая, согласно представлениям, царящим тогда во французском кинематографе, была более понятна широкой публике, так как занимала первые места в списках кассовых сборов.
В следующем году комедия «Миллионеры на один день», серия новелл о персонажах, убеждённых в том, что выиграли приз в национальной лотерее, собирает более 2,2 миллиона зрителей. Здесь у него впервые появляется в небольшой роли Луи де Фюнес, к тому времени уже снявшийся примерно в пятнадцати фильмах в качестве статиста. В 1949 году Юнебель нанимает молодого журналиста-самоучку Мишеля Одьяра для написания сценария своего шпионского фильма «Миссия в Танжере» и отмечает новый успех (2,2 миллиона зрителей). В этом фильме Фюнес играет эпизодическую роль испанского военного, чья сухая фразировка и юмор позволяют зрителю обратить внимание на этого ещё неизвестного комика. Почти во всех следующих пяти комедиях Юнебель продолжает сотрудничать с Одьяром и Фюнесом: Méfiez-vous des blondes, Ma femme est formidable, Massacre en dentelles, Monsieur Taxi, Mon mari est merveilleux. Эти фильмы имеют ещё одну общую особенность, о которой так выразился в интервью актёр Ив Винсан (фр. Yves Vincent):

Юнебель был настолько уверен в том, что ему повезло и что он добился успеха с каждым из этих фильмов поскольку они начинались с буквы «М», что было невозможно ничего возразить ему по этому поводу. Это было довольно глупо, но он приписывал удачу только этому! Реальной удачей для него были диалоги, иногда написанные Мишелем Одьяром.Оригинальный текст (фр.)Hunebelle était tellement persuadé d'avoir de la chance et de rencontrer le succès avec chacun de ses films si ceux-ci commençaient par « M » qu'il était impossible d'avoir toute discussion avec lui à ce sujet. C'était assez idiot mais il ne croyait qu'à ça, c'était d'après lui sa chance  ! Une vraie chance pour lui, ça a été d'avoir des dialogues parfois signés Michel Audiard.— Ив Винсан (интервью от 3 января 2014 года)

### Мастер «плаща и шпаги»
Добившись успеха с комедиями, Юнебель находит опору в текстах популярных приключенческих романов, уходящих корнями в историю Франции и оценённых французами.
В 1953 году он снимает Les Trois Mousquetaires («Три мушкетёра») по знаменитому роману Александра Дюма, свободно адаптированному для большого экрана Мишелем Одьяром. Роль Д’Артаньяна исполняет Жорж Маршаль, молодая звезда того времени, специализировавшийся в пеплумах и приключенческих фильмах, а малоизвестный Андре Бурвиль играет Планше, камердинера мушкетёра. Фильм становится одним из самых больших хитов года, заполнив кинозалы 5,4 миллионов зрителей. В 1954 году он снимает Франсуа Перье и Бурвиля в приключениях кадета Русселя (фр. Cadet Rousselle) и, после отступления с несколькими комедиями, в одной из которых, «Такси, прицеп и коррида» (1958), Луи де Фюнес получает третью в своей жизни главную роль, Андре Юнебель возвращается к фильму плаща и шпаги, чтобы стать знаковым французским режиссёром этого поджанра приключенческого кино.
В 1959 году он использует открытие рынка франко-итальянских совместных производств и в сотрудничестве с римской киностудией экранизирует роман Поля Феваля «Горбун». В этом фильме Юнебель встречает Жана Маре, который отныне будет его любимым актёром, и выдвигает на первый план Бурвиля, ещё не ставшего звездой.
Для Маре, человека театра и герольда в кино Жана Кокто, его метаморфоза не была безболезненной, поскольку близкие актёра, и в первую очередь Кокто, настоятельно советовали ему не вливаться в популярное кино, внушавшее им снисходительность и презрение. Он и сам колебался много раз, прежде чем почувствовал себя комфортно в своём новом обличии. Жан Маре принял роль в возрасте 46 лет, но он был первым до Бельмондо, кто не пользовался услугами дублёра для выполнения различных трюков: бега по крышам, верховой езды разными способами, прыжков с балкона и прочее, делая их с воодушевлением и часто с улыбкой в уголках рта. Его искренность и энтузиазм сыграют большую роль в успехе «Горбуна», но и для Маре участие в нём положит начало его второй жизни в кино, исполненной активности и удальства.
В число несомненных достоинств творения Юнебеля при относительно низком бюджете для приключенческого фильма также входят съёмки в природных ландшафтах и в настоящих замках, аналогичных тем, в которых действие происходит в книге, историческая достоверность декораций и костюмов, законченная литературность диалогов.
Собрав аудиторию в количестве почти 6 миллионов зрителей, Андре Юнебель в следующем году приступает к экранизации романа Мишеля Зевако «Капитан». Приключения дуэта Маре-Бурвиль, украшенного присутствием итальянской актрисы Эльзы Мартинелли привлекают 5,2 миллиона зрителей. Работа 1961 года «Чудо волков» (в советском прокате «Тайна Бургундского двора») по роману Анри Дюпюи-Мазюэля (фр. Henry Dupuy-Mazuel) о соперничестве между герцогом Бургундии Карлом Смелым (Роже Анен) и Людовиком XI (Жан-Луи Барро), чьи планы срывает Робер де Невиль (Жан Маре), получает новый успех с почти 4-миллионной аудиторией.
Мастер приключенческих фильмов плаща и шпаги Андре Юнебель снимает последний костюмный фильм в 1962 году по одноимённому роману «Парижские тайны» с Жаном Маре в главной роли (2,8 миллионов зрителей).

### Саги о Фантомасе и Агенте 117
60-е годы являются пиком карьеры Андре Юнебеля благодаря успеху двух серий фильмов: «Фантомас» и «OSS 117».
В 1963 году Юнебель пытается конкурировать с британским Джеймсом Бондом, обратившись к персонажу, изобретённому французским писателем Жаном Брюсом (фр. Jean Bruce), Юберу Бониссёру де ля Бату (фр. Hubert Bonisseur de la Bath), более известному по его кодовому названию OSS 117 (Агент 117). Первый опус, OSS 117 se déchaîne («Агент OSS 117 разбушевался»), привлекает 2,3 миллиона зрителей. Сиквелы, выпущенные в 1964, 1965 и 1968 годах, также имеют большой успех.
В 1964 году Андре Юнебель открывает трилогию о другом герое французской литературы, Фантомасе, созданном писателями Марселем Алленом и Пьером Сувестром.
Вот как Жан Маре описывает предысторию очередной адаптации этого популярного персонажа:

Юнебель попросил меня найти тему, в которой мне хотелось бы сыграть. Через какое-то время я сообщил об этом предложении Жану Кокто. Он сразу подумал о Фантомасе. Эта идея заинтересовала Юнебеля. И «Фантомас» был сделан. Оригинальный текст (фр.)Hunebelle m’avait demandé de trouver un sujet à suite qu’il me serait agréable de jouer. Au bout de quelques temps, je fais part de cette proposition à Jean Cocteau. Il a immédiatement pensé à Fantômas. L’idée a interessé Hunebelle. Et Fantômas s’est fait.— Жан Маре
Здесь Жан Маре играет четырёх персонажей: Фантомаса, английского лорда Шелтона, журналиста Фандора и старого тюремного надзирателя, а также снова сам выполняет все трюки. Его визави Луи де Фюнес получает узловую роль в своей карьере, комиссара Поля Жюва, чтобы, наконец, стать незаменимым актёром французского комедийного кино.
После феноменального успеха первого «Фантомаса» (4,5 миллиона зрителей) Юнебель незамедлительно выпускает продолжение — «Фантомас разбушевался», которое является некоторой приятной вариацией предыдущего. Помимо Луи де Фюнеса в его обычном образе, пятидесятилетний Жан Маре, находящийся в прекрасной физической форме, интерпретирует три несхожие роли: как и прежде — синего монстра, спортивного плейбоя и немного смешного учёного с дрожащим по-стариковски голосом. По словам создателя Марселя Аллена, первые два фильма серии очень напоминали Джеймса Бонда с автомобилем, поездом, вертолётом, лодкой, подводной лодкой и даже погонями за автомобилем. Объявляя о съёмках третьего фильма, Жан Ален заявляет: «Мы приблизимся к традиционному Фантомасу, какой он в романах Марселя Аллена, и оставим дух Джеймса Бонда». Свидетельством огромной популярности фильмов служит появление во время их выпусков на рынке множества товаров, созданных под их впечатлением: костюмы Фантомаса и его атрибуты, миниатюрные фигурки, школьные тетради и коробки для карандашей с его изображением и так далее. Однако ожидания коммерческого успеха третьего фильма не оправдываются: он стоил дороже, а принёс меньше прибыли, чем второй. Так, «Фантомас против Скотланд-Ярда» в 1968 году знаменует окончательное прощание режиссёра с этим персонажем.

### Закат карьеры
Подвергающийся жёсткой критике со стороны Франсуа Трюффо и режиссёров новой волны, Андре Юнебель стал более осторожным с конца 60-х годов. А после провала его весьма вольной адаптации 1968 года Александра Дюма «Под знаком Монте-Кристо», которая переносит действие в современный мир, Юнебель на некоторое время отказался от съёмок.
После пяти лет отсутствия, верный своей поддержке жанрового кино, он снял для телевидения «Жозеф Бальзамо», сериал по книге Александра Дюма из семи эпизодов с Жаном Маре в титульной роли. В следующем году он с успехом вернулся на большой экран (2,2 миллиона зрителей), выпустив пародийную версию про четырёх мушкетёров с удачными шутками музыкальной группы Шарло «Четыре мушкетёра Шарло». В следующем году команда снова встретилась в продолжении «Четверо против кардинала». Несмотря на этот двойной успех, Юнебель исчез с большого экрана, но на малом экране регулярно продолжали идти его старые картины. В 1978 году, в 84 года, он вернулся в комедию нравов с последней работой Ça fait tilt, ремейком своего первого фильма Métier de fou.
Андре Юнебель умер в Ницце 27 ноября 1985 года в возрасте 89 лет, оставив впечатляющую фильмографию: 33 фильма за тридцать лет.

Я всегда обещал себе быть режиссёром развлекательного кино, стремящимся снимать фильмы, которые могут быть поняты как широкой публикой, так и теми, кто является интеллектуалами. Оригинальный текст (фр.)Je me suis toujours juré d'être un cinéaste de divertissement, désireux de faire des films qui puissent être aussi bien compris par le grand public que par celui qui se veut intellectuel.— Андре Юнебель

### Семья
Андре Юнебель был отцом двоих детей.
Его сын Жан-Мари Юнебель под псевдонимом Жан Ален (фр. Jean Halain, 1920—2000) был его главным сотрудником и автором диалогов большинства его фильмов. Позже он писал диалоги для Луи де Фюнеса.
Его дочь Анн-Мари Юнебель (фр. Anne-Marie Hunebelle, 1924—2009) начинала как актриса до замужества с Жаном Марьоне (фр. Jean Marion, 1912—1967), композитором и автором значительной части музыки к его фильмам.

## Фильмография

### Режиссёр
- 1948 — Сумасшедшая работа / Métier de fous
- 1949 — Миллионеры на один день / Millionnaires d’un jour
- 1949 — Миссия в Танжере / Mission à Tanger
- 1950 — Не доверяйте блондинкам! / Méfiez-vous des blondes
- 1951 — Моя жена великолепна / Ma femme est formidable
- 1952 — Резня по-женски / Massacre en dentelles
- 1952 — Господин Такси / Monsieur Taxi
- 1952 — Мой муж потрясающий / Mon mari est merveilleux
- 1953 — Три мушкетёра / Les 3 Mousquetaires
- 1954 — Кадет-Руссель / Cadet Rousselle
- 1955 — Невыносимый господин Болтун / L’impossible Monsieur Pipelet
- 1955 — Тринадцать за столом / Treize à table
- 1956 — Воспоминания полицейского / Mémoires d’un flic
- 1956 — Парижские манекенщицы / Mannequins de Paris
- 1957 — Гимназистки / Les collégiennes
- 1957 — Парижское казино / Casino de Paris
- 1958 — Такси, прицеп и коррида / Taxi, roulotte et corrida (комедия, Луи де Фюнес)
- 1959 — Горбун / Le bossu (приключенческий, Жан Маре, Бурвиль)
- 1960 — Капитан / Le capitan (приключенческий, Жан Маре, Бурвиль)
- 1961 — Тайны Бургундского двора / Le miracle des loups (приключенческий, Жан Маре)
- 1962 — Парижские тайны / Les mystères de Paris (приключенческий, Жан Маре)
- 1962 — ОСС 117 разбушевался / OSS 117 se déchaîne (шпионский, приключенческий)
- 1963 — Не доверяйте, дамы! / Méfiez-vous, mesdames!
- 1964 — Фантомас / Fantômas (приключенческий, Жан Маре, Луи де Фюнес)
- 1964 — Ва-банк в Бангкоке для ОСС 117 / Banco à Bangkok pour OSS 117 (шпионский, приключенческий)
- 1965 — Фантомас разбушевался / Fantômas se déchaîne (приключенческая комедия, Жан Маре, Луи де Фюнес)
- 1965 — ОСС 117: Гнев в Байе / Furia à Bahia pour OSS 117 (шпионский, приключенческий)
- 1967 — Фантомас против Скотланд-Ярда / Fantômas contre Scotland Yard (приключенческая комедия, Жан Маре, Луи де Фюнес)
- 1968 — Возвращение Монте-Кристо / Sous le signe de Monte-Cristo (Поль Барж, Клод Жад, Анни Дюпери, Пьер Брассер)
- 1968 — Нет роз для ОСС 117 / Niente rose per OSS 117 (шпионский, приключенческий)
- 1973 — Жозеф Бальзамо / Joseph Balsamo (приключенческий, Жан Маре)
- 1974 — Четыре мушкетёра Шарло / Les quatre Charlots mousquetaires (пародийный)
- 1974 — Четверо против кардинала / Les Charlots en folie: À nous quatre Cardinal! (пародийный)

### Сценарист
- 1956 — Парижские манекенщицы / Mannequins de Paris
- 1957 — Парижское казино / Casino de Paris
- 1958 — Такси, прицеп и коррида / Taxi, roulotte et corrida
- 1959 — Горбун / Le bossu
- 1960 — Капитан / Le capitan
- 1961 — Тайны Бургундского двора / Le miracle des loups
- 1962 — Парижские тайны / Les mystères de Paris
- 1962 — ОСС 117 разбушевался / OSS 117 se déchaîne (шпионский, приключенческий)
- 1964 — Ва-банк в Бангкоке для ОСС 117 / Banco à Bangkok pour OSS 117 (шпионский, приключенческий)
- 1965 — ОСС 117: Гнев в Байе / Furia à Bahia pour OSS 117 (шпионский, приключенческий)
- 1968 — Возвращение Монте-Кристо / Sous le signe de Monte-Cristo

### Продюсер
- 1944 — Безумная Флоранс / Florence est folle
- 1946 — Встреча в Париже / Rendez-vous à Paris
- 1949 — Миллионеры на один день / Millionnaires d’un jour
- 1949 — Миссия в Танжере / Mission à Tanger
- 1951 — Моя жена великолепна / Ma femme est formidable
- 1952 — Резня по-женски / Massacre en dentelles
- 1952 — Господин Такси / Monsieur Taxi
- 1952 — Мой муж потрясающий / Mon mari est merveilleux
- 1953 — Три мушкетёра / Les 3 Mousquetaires
- 1953 — Набережная блондинок / Quai des blondes
- 1954 — Кадет-Руссель / Cadet Rousselle
- 1954 — Чёрная серия / Série noire
- 1955 — Невыносимый господин Болтун / L’impossible Monsieur Pipelet
- 1956 — Воспоминания полицейского / Mémoires d’un flic
- 1958 — Такси, прицеп и коррида / Taxi, roulotte et corrida
- 1958 — Следуйте за мной, молодой человек / Suivez-moi jeune homme
- 1967 — Старик и ребёнок / Le vieil homme et l’enfant
- 1968 — Возвращение Монте-Кристо / Sous le signe de Monte-Cristo
- 1968 — Нет роз для ОСС 117 / Niente rose per OSS 117 (шпионский, приключенческий)

## Количество зрителей во Франции
| Фильм                                | Год  | Количество |
| ------------------------------------ | ---- | ---------- |
| Горбун                               | 1959 | 5 826 584  |
| Три мушкетёра                        | 1953 | 5 354 739  |
| Капитан                              | 1960 | 5 177 612  |
| Фантомас                             | 1964 | 4 492 419  |
| Фантомас разбушевался                | 1965 | 4 212 446  |
| Каде-Руссель                         | 1954 | 3 995 795  |
| Тайна Бургундского двора             | 1961 | 3 784 157  |
| Фантомас против Скотланд-Ярда        | 1967 | 3 557 971  |
| Казино де Пари                       | 1956 | 2 985 263  |
| Ва-банк в Бангкоке для ОСС 117       | 1964 | 2 934 442  |
| Парижские тайны                      | 1962 | 2 759 906  |
| ОСС 117: Гнев в Байе                 | 1965 | 2 686 432  |
| Моя жена великолепна                 | 1951 | 2 632 597  |
| Невыносимый господин Болтун          | 1955 | 2 591 219  |
| Такси, прицеп и коррида              | 1958 | 2 542 671  |
| Отнеситесь с недоверием к блондинкам | 1950 | 2 525 659  |
| ОСС 117 разбушевался                 | 1963 | 2 329 798  |
| Миссия в Танжере                     | 1949 | 2 279 374  |
| Миллионеры на один день              | 1949 | 2 197 454  |
| Четыре мушкетёра Шарло               | 1974 | 2 190 139  |
| Господин Такси                       | 1952 | 1 929 310  |
| Резня по-женски                      | 1952 | 1 879 788  |
| Сумасшедшая работа                   | 1948 | 1 633 299  |
| Мой муж потрясающий                  | 1953 | 1 605 796  |
| Тринадцать за столом                 | 1955 | 1 569 170  |
| Парижские манекенщицы                | 1956 | 1 392 776  |
| Четверо против кардинала             | 1974 | 1 386 200  |
| Гимназистки                          | 1956 | 1 352 658  |
| Нет роз для ОСС 117                  | 1968 | 1 226 223  |
| Не доверяйте, дамы!                  | 1963 | 1 189 937  |
| Остановите резню                     | 1959 | 1 076 284  |
| Эти забавные женщины                 | 1957 | 994 522    |
| Итого                                | -    | 84 292 640 |